# MIDAS 3
MIDAS 3 – amerykański satelita obrony przeciwrakietowej. Trzeci statek wysłany w ramach programu MIDAS (ang. Missile Defense Alarm System, czyli system ostrzegawczy obrony rakietowej) należącego do US Air Force. MIDAS 3 prowadził testy związane z obserwacjami Ziemi w promieniach podczerwonych w celu wykrywania startów radzieckich rakiet balistycznych.
Udana misja satelity została zakończona z powodu wyczerpania się baterii zasilających. Satelita pozostaje na orbicie okołoziemskiej, której żywotność szacuje się na 100 tys. lat. Skonstruowała go firma Lockheed Missiles and Space Division (obecnie Lockheed Martin Missiles and Space), w ramach rządowego kontraktu.

## Ładunek

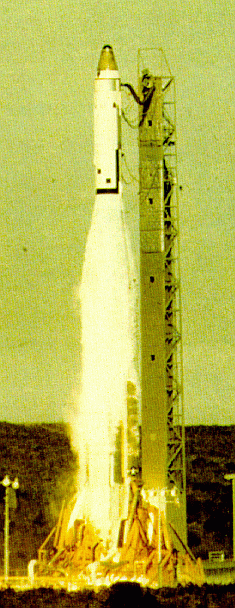
Rakieta Atlas Agena B z satelitą MIDAS 3 na pokładzie

Wyposażenie satelity było takie samo jak jego poprzednika, MIDAS 2, z tą różnicą, że konstrukcja statku została oparta na członie Agena B, a nie Agena A.
- Monitor promieniowania kosmicznego
- Radiometr

Radiometr skanujący był zdolny do mierzenia emisji termicznej Ziemi i promieniowania słonecznego odbitego od powierzchni Ziemi. Radiometr składał się m.in. z: układu optycznego i filtrów umieszczonych w wieżyczce; dwóch bolometrów (czułego na promieniowanie termiczne, 3,5 – 30 μm, i czułego na światło widzialne i bliską podczerwień, 0,2 – 4,5 μm); systemu telemetrii. Każdy detektor miał pole widzenia około 5°. Taki sam przyrząd poleciał na satelitach MIDAS 1 i MIDAS 2.
- Detektor mikrometeoroidów; rejestrował cząstki większe niż 10 μm
- Licznik scyntylacyjny plazmy
- Czujnik gęstości atmosfery